# Wapen van Oud-Turnhout

Wapen van Oud-Turnhout

Het wapen van Oud-Turnhout werd op 4 januari 1995 bij ministerieel besluit aan de Antwerpse gemeente Oud-Turnhout toegekend.

## Blazoenering
De blazoenering luidt als volgt:
In zilver drie leeuwen van keel, geklauwd en getongd van azuur.
Het wapen bestaat uit drie leeuwen met daaromheen zilver.

## Geschiedenis
Het gemeentewapen is oorspronkelijk het wapen van de familie Van der Beken Pasteel. Petrus Van der Beken-Pasteel wist Oud-Turnhout los te maken van Turnhout, daarmee werd Oud-Turnhout een zelfstandige gemeente. Petrus Van der Beken-Pasteel werd ook de eerste burgemeester van Oud-Turnhout.

## Verwant wapen

Het wapen van het adellijk geslacht Van der Beken Pasteel